# اريك لياندرو دا سيلفا
اريك لياندرو دا سيلفا هو لاعب كرة قدم برازيلي، ولد في 8 مارس 1989 في ساو جوزية دو ريو بريتو في البرازيل. لعب مع نادي ساو باولو ونادي فيلا نوفا.